# فلفلية
الفلفلية (الاسم العلمي: Piperaceae) وهي فصيلة كبيرة من كاسيات البذور. تتكون مجموعتها ما يقرب من 1,920 نوع في 13 جنسا. توجد غالبية الفلفل ضمن جنسين رئيسيين هما:
- جنس الفلفل ويتكون من (2,000 نوع)
- شبيه الفلفل ويتكون من (1,600 نوع).